# 스티브 콜먼
스티브 콜먼(Steve Coleman, 1956년 9월 20일 ~ )은 미국의 색소폰 연주자, 작곡가, 밴드리더, 음악 이론가이다. 2014년에는 맥아더 펠로우 프로그램로 선정되었다.

## 생애
스티브 콜먼은 일리노이주 시카고에서 태어나고 자랐다. 그는 14살에 알토 색소폰을 연주하기 시작했다. 콜먼은 일리노이 웨슬리언 대학교에 2년 동안 다녔고, 그 후 루스벨트 대학교 (시카고 음악 대학)로 전학을 갔다.
콜먼은 1978년 뉴욕으로 건너가 태드 존스/멜 루이스 오케스트라, 슬라이드 햄튼의 빅밴드, 샘 리버스의 스튜디오 리브아 오케스트라, 세실 테일러의 빅밴드에서 잠시 활동했다. 그 직후 콜먼은 데이비드 머레이, 더그 해먼드, 데이브 홀랜드, 마이클 브레커, 애비 링컨과 함께 사이드맨으로 일하기 시작했다. 뉴욕에서의 첫 4년 동안 콜먼은 트럼펫 연주자 그레이엄 헤인즈와 함께 밴드와 함께 길거리와 작은 클럽에서 많은 시간을 보냈고, 이 밴드는 콜먼의 활동을 위한 주요 앙상블 역할을 하는 스티브 콜먼과 파이브 엘리먼트로 진화할 것이다. 이 그룹에서 그는 중첩된 루프 구조 내에서 즉흥 연주 개념을 개발했다. 콜먼은 커샌드라 윌슨, 그레그 오스비와 같은 다른 젊은 아프리카계 미국인 음악가들과 협력했고, 그들은 소위 M-베이스 운동을 설립했다.

## 조사
콜먼은 자신이 가지고 있는 음악 전통을 아프리카 문화, 특히 특정한 종류의 감성을 가진 아프리카 디아스포라 문화로 간주한다. 그는 이러한 뿌리와 현대 아프리카계 미국인 음악의 연관성을 탐구했다. 그 목적을 위해 그는 1993년 말에 가나로 여행을 가서 전통 드럼 음악이 매우 복잡한 폴리리듬과 음악을 통해 정교한 말을 할 수 있는 드럼 언어를 사용하는 (존 밀러 체르노프에 의해 묘사되고 녹음된) 다곰바족들과 접촉했다. 따라서 콜먼은 서양이 아닌 문화에서 음악의 역할과 정보의 전달에 대해 생각하도록 활기를 띠었다. 그는 서아프리카에서 나오는 전통에 관련된 음악가들과 협력하기를 원했다. 그의 주요 관심사 중 하나는 산테리아 (쿠바와 푸에르토리코), 보두 (아이티), 칸돔블레 (브라질 바이아주)의 기초가 되는 고대 아프리카 종교 중 하나인 요루바족 전통이었다(주로 나이지리아 서부). 콜먼은 쿠바에서 다양한 스타일의 룸바를 보존하는 데 전문적으로 종사하는 그룹 아프로쿠바 데 마탄자스를 발견했고, 쿠바의 모든 사람들은 산테리아 (아바쿠아족, 아라라족, 콩고족, 요루바족)라는 일반적인 칭호 아래 함께 혼합된 아프리카 전통을 고수했다.
2014년 9월, 콜먼은 "재즈에서 독특하고 혁신적인 작품을 창조하기 위한 전통적인 템플릿의 신선함"으로 맥아더 펠로우십을 수상하였다.